# 越智信義
越智 信義（おち のぶよし、1920年8月6日 - 2014年1月10日）は、日本の将棋史研究者。古川柳研究会会員。「将棋博士」と呼ばれた。

## 略歴
東京都中央区築地生まれ。1938年、東京市立京橋商業学校（現・東京都立芝商業高等学校）卒業。住友金属工業に勤務。戦中、陸軍に応召して満洲へ。戦後は住金物産に勤務して、総務部長から「氷川会館支配人」を経て退職。
日本将棋連盟嘱託として、棋譜や対戦成績のデータベース整備を担当。『将棋昭和史』『将棋名人戦全集』『将棋年鑑』等の刊行に協力。
また、長年に渡り、将棋史の調査、将棋文献の収集を行ってきた。収集した文献は生前に、大阪商業大学・アミューズメント産業研究所に寄贈された。また、1967年東京・日本橋の白木屋で「将棋四百年展」を催し、以降のデパートでの「将棋まつり」のさきがけとなった。
その功績で、1995年、第2回大山康晴賞受賞、1996年、第8回将棋ペンクラブ大賞特別功労賞を受賞。

## 著書
- 将棋の博物誌 越智信義 著 三一書房 1995
- 将棋随筆名作集 越智信義 編著 三一書房 1998
- 将棋の風景 : 随筆選集 越智信義 編 毎日コミュニケーションズ 2002
- 江戸の名人 [Kindle版] 越智信義 小澤書房 2013
- 将棋文化誌 [Kindle版] 越智信義 小澤書房 2014